# Blaubrustspint
Der Blaubrustspint (Merops variegatus) ist ein Vogel aus der Familie der Bienenfresser (Meropidae).
Er kommt verteilt in Zentralafrika vor von Eritrea und Äthiopien südwärts über Kenia, Tansania, Sambia westwärts bis Kamerun, Gabun und Angola.
Das Verbreitungsgebiet umfasst schilfbestandene Seeufer, Papyrus, Sumpfgebiete, grasbewachsene Hügel meist von 600 bis 1800, mitunter bis 2400 m. Gegenüber dem ähnlichen und im gleichen Lebensraum vorkommenden Zwergspint (Merops pusillus) bevorzugt die Art feuchtere und offenere Gebiete.
Die Art ist überwiegend ein Standvogel.
Das Artepitheton kommt von lateinisch variare ‚(ver)ändern, verschieden sein‘.

## Beschreibung
Der Blaubrustspint ist 16–22 cm groß, ist am Scheitel und der Oberseite grün mit breitem schwarzen Augenstreif, weißem Gesicht und Nacken sowie einer gelben Kehle mit darunter angrenzendem dunkel violettblauem Kehlfleck und einem abgrenzenden kastanienfarbenen Brustband. Die Unterseite ist blass grünlich-gelb. Die Armschwingen sind blass rotbraun und haben wie die Handschwingen schwarze Spitzen. Der Schwanz ist rotbraun mit schwarzer Subterminalbinde und weißen Spitzen, die zentralen Schwanzfedern sind grün. Der Schnabel ist schwarz, die Iris orange-rot, beim Jungvogel rötlich-braun. Die Beine und Füße sind schwärzlich, beim Jungvogel dunkelgrau. Die Geschlechter unterscheiden sich nicht. Beim Jungvogel fehlt noch der Kehlfleck.
Gegenüber dem Zwergspint (Merops pusillus) ist er etwas größer und untersetzter und unterscheidet sich durch weiße Wangen und purpurfarbenen Kehlfleck. Der Bergspint (Merops oreobates) ist größer.

## Stimme
Der Ruf des Männchens wird als härter und weniger pfeifend als der des Zwergspintes beschrieben.

## Geografische Variation
Es werden folgende Unterarten anerkannt:
- M. v. loringi (Mearns, 1915), – Südostnigeria und Kamerun bis Uganda und Westkenia, blassblauer Überaugenstreif, violetter Kehlfleck
- M. v. variegatus Vieillot, 1817, Nominatform – Gabun bis Demokratische Republik Kongo und Nordangola, grüner Überaugenstreif, gleichfarbener Scheitel, violette Kehle
- M. v. bangweoloensis (C. H. B. Grant, 1915), – Ostangola bis Südosten der Demokratischen Republik Kongo, Sambia und Westtansania, Kehlfleck schwarz oder bläulich-schwarz

Die von „Birds of the World“ zusätzlich aufgeführte Unterart M. v. lafesnayii wird überwiegend als eigenständige Art, unter dem Namen Hochlandspint (M. lafresnayii) geführt.

## Lebensweise
Die Nahrung besteht aus einer Vielzahl an Insekten, die im Fluge erbeutet werden. Das Jagdverhalten entspricht dem des Zwergspints (M. pusillus). Die Art ist monogam, standorttreu und baut einzeln stehende Nisthöhlen.

## Gefährdungssituation
Der Bestand gilt als nicht gefährdet (Least Concern).